# Жадан Олексій Валентинович
Олексі́й Валенти́нович Жада́н (нар. 1 жовтня 1983 — пом. 27 січня 2015) — старший солдат Збройних Сил України, учасник російсько-української війни.

## Життєпис
Закінчив ЗОШ № 2 міста Павлограда, здобув шахтарську спеціальність. Працював у ДТЕК Шахтоуправління імені Героїв космосу, підземний електрослюсар.
Призваний за мобілізацією 25 березня 2014-го, старший солдат, снайпер 25-ї окремої повітрянодесантної Дніпропетровської бригади.
Загинув 27 січня 2015 року від численних осколкових поранень, яких зазнав у бою поблизу міста Авдіївка.
Без Олексія лишились мама та старша сестра.
Похований у місті Павлоград.

## Нагороди та вшанування
- Указом Президента України № 436/2015 від 17 липня 2015 року, «за особисту мужність і високий професіоналізм, виявлені у захисті державного суверенітету та територіальної цілісності України, вірність військовій присязі», нагороджений орденом «За мужність» III ступеня (посмертно)[1].
- Вшановується в меморіальному комплексі «Зала пам'яті», в щоденному ранковому церемоніалі 26 січня[2][3].